# Chikhaldara
Chikhaldara là một thành phố và là nơi đặt hội đồng đô thị (municipal council) của quận Amravati thuộc bang Maharashtra, Ấn Độ.

## Nhân khẩu
Theo điều tra dân số năm 2001 của Ấn Độ, Chikhaldara có dân số 4718 người. Phái nam chiếm 58% tổng số dân và phái nữ chiếm 42%. Chikhaldara có tỷ lệ 80% biết đọc biết viết, cao hơn tỷ lệ trung bình toàn quốc là 59,5%: tỷ lệ cho phái nam là 86%, và tỷ lệ cho phái nữ là 72%. Tại Chikhaldara, 12% dân số nhỏ hơn 6 tuổi.